# Grotta del Genovese
Die Grotta del Genovese ist eine Höhle auf der 12 km vor der Westküste Siziliens gelegenen Insel Levanzo, die zur Gemeinde Favignana gehört. Der Eingang der Höhle befindet sich auf einem kleinen Vorsprung, der auf das Meer weist. In der Höhle wurden in der hinteren Kammer Felsritzungen gefunden, die 8.000 bis 12.000 Jahre alt sind, die also in einer Zeit entstanden sind, in der die Insel noch mit Sizilien verbunden war. Neben den Funden in den Addaura-Höhlen sind sie damit die ältesten auf Sizilien und den benachbarten Inseln. Auf Levanzo fanden sich weitere Artefakte in der benachbarten Grotta dei Porci, den Höhlen von Cala Tramontana und von Punta Capperi. Überreste eines Rindes in Verbindung mit stratigraphischen Untersuchungen ließen eine Datierung auf 9680 v. Chr. zu.

Magdalenienfundstelle Nr. 49

Die Höhle birgt Darstellungen von vier Menschen und Tieren aus dem späten Paläolithikum. Unter den Felsritzungen finden sich fünf Rothirsche, zehn Boviden, meist Auerochsen, und zwölf Pferde, genauer Equus hydruntinus, dazu möglicherweise eine Katze. Die drei weniger naturalistisch als symbolisch dargestellten Menschen tragen anscheinend Vogelmasken, ähnlich denen, die bei Palermo in den Addaura-Höhlen gefunden wurden. Ob es sich bei der Darstellung um einen rituellen Tanz oder eine Gebetsszene handelt, ist umstritten. Der Mann in der Mitte trägt einen langen Bart, es fehlen die Arme. Ein vierter Mensch wird nur durch laufende Beine angedeutet.

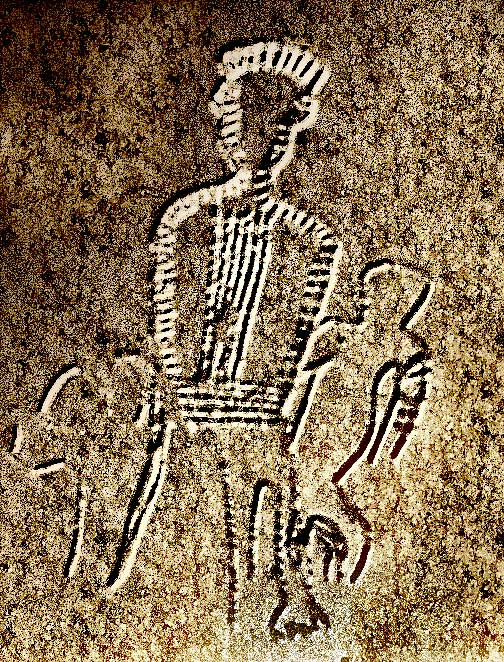
Felsritzungen

Jüngere Zeichnungen stellen ebenfalls Menschen dar, allerdings in schwarzer und roter Farbe, dazu Fische, wie etwa den Thunfisch, der damit erstmals in der Region greifbar wird. Zu dieser Zeit war Levanzo bereits durch den steigenden Meeresspiegel von Sizilien abgeschnitten. Die Menschen der Addaura-Höhlen aßen hingegen keinen Fisch, wie Knochenuntersuchungen zeigten. Die Ritzungen zeigen die Tiere meist im Profil und sind ausgesprochen naturalistisch. So lässt sich ein Hirschkalb erkennen, das den Kopf seitwärts dreht, ebenso wie ein Bulle, der einer Kuh folgt.
Die etwa 34 Felsritzungen wurden 1949/1950 entdeckt, die Ausgrabungen des Jahres 1953 leitete Paolo Graziosi.